# Edvard 4. af England
Edvard 4. (28. april 1442 i Rouen – 9. april 1483 i Westminster) var konge af England fra 4. marts 1461 til sin død med undtagelse af nogle måneder i 1470 og 71.

## Biografi
Edvard var ældste søn af Richard Plantagenet, 3. hertug af York og Cecily Neville. Yorks udfordring af Huset Lancaster i 1455 førte til Rosekrigene. Hertugen gik stadigt længere i sine krav, og i 1460 ville han selv have tronen. Det gik parlamentet ikke med til, og krigen fortsatte. Samme år faldt Richard Plantagenet i Slaget ved Wakefield, og Edvard arvede hans titler. Som følge af en aftale, som faderen havde indgået med Henrik 6., var han også tronarving. Men det krav hvilede på usikker grund, eftersom dronningen, Margrete af Anjou, nægtede at acceptere, at hendes søn, Edvard af Westminster, der var prins af Wales, skulle tilsidesættes. 
Med støtte fra Richard Neville, 16. jarl af Warwick viste Edvard sig som en dygtig leder. Huset York sejrede i flere slag og strammede grebet om Henrik 6. Mens kongen og dronningen førte krig i nord, tog Warwick kontrollen i London og fik udråbt Edvard til konge i 1461. Det blev konsolideret ved Slaget ved Towton samme år, hvor modpartens hær praktisk talt blev udslettet. 
Edvard, der var høj, stærk og havde et fordelagtigt ydre, var populær. Warwick, der troede, at han kunne fortsætte med den egentlige magt, gik i gang med at planlægge ægteskab mellem Edvard og en europæisk prinsesse for at danne en alliance. Han indledte forhandlinger i Frankrig, men Edvard gik bag hans ryg og giftede sig i hemmelighed med Elizabeth Woodville (1437-97). Hun var enke efter John Grey af Groby (oldefar til Lady Jane Grey), der havde stået på huset Lancasters side. Det var pinligt for Warwick, der fik ægteskabet præsenteret som et fait accompli. Elizabeths slægt var ikke særlig rig, men meget ambitiøs. Den fik jordbesiddelser og havde dermed praktisk magt, men de havde stor indflydelse på kongen, ved at den blev optaget i hans råd. Warwick var meget bitter over dette og skiftede side sammen med kongens yngre bror Georg, hertug af Clarence.
Det meste af kongens hær blev besejret i slaget ved Edgecote Moor, og Edvard blev taget til fange ved Olney. Warwick forsøgte at styre landet i hans navn, men adelen fandt sig ikke i det. Da der var tegn til oprør, måtte Warwick løslade kongen. Edvard søgte en udsoning med jarlen og sin bror, men efter kort tid gjorde de igen oprør. Da det slog fejl, flygtede de til Frankrig. 
I Frankrige indgik Warwick en alliance med sin gamle fjende, Margaret af Anjou. Han fik støtte af kong Ludvig den 11. og rejste tilbage til England med en hær. Hans bror, John Neville, 1. marki af Montagu, skiftede også side, og Edvard måtte flygte. 
Henrik 6. blev genindsat i oktober 1470, og Edvard søgte tilflugt i Burgund hos sin svoger, Karl 1. af Burgund, og sin søster Margaret af Burgund. Karl var først uvillig til at støtte Edvard, men da franskmændene erklærede krig mod Burgund og fik følge af Warwick, bestemte han sig for at hjælpe Edvard tilbage på tronen. 
Tilbage i England krævede Edvard, som Henry Bolingbroke tidligere havde gjort, blot at få Hertugdømmet York tilbage. Men byen York lukkede sine porte for ham, og han gik sydpå for at samle støtte. Clarence indså, at det var på tide at skifte side igen og blev genforenet med sin bror. I Slaget ved Barnet sejrede Edvard, og Warwick faldt. Dermed lå vejen åben for at eliminere resten af modpartens styrke. Det skete i Slaget ved Tewkesbury i 1471. Huset Lancasters arving, Edvard af Westminster, faldt i slaget eller under flugten, og få dage senere blev Henrik 6. myrdet i Tower of London. 
Kongens yngre brødre, George, hertug af Clarence og Richard, hertug af Gloucester, giftede sig med henholdsvis Isabella og Anne Neville, der begge var døtre af Warwick og dermed konkurrenter om den store arv, som de ville få, når moderen, Anne Beauchamp, døde. De to brødre kom i konflikt med hinanden på grund af det. Clarence blev senere fundet skyldig i højforræderi mod Edvard og blev henrettet i Tower of London 18. februar 1478. Efter genindsættelsen var der ikke flere seriøse oprør mod Edvard. Den eneste overlevende tronarving fra Huset Lancaster var Henry Tudor, der levede i eksil. 
Edvard erklærede krig mod Frankrig i 1476 og fik en fredsaftale i Picquignytraktaten. Han fik en stor udbetaling i guld samt årlige udbetalinger, så længe han levede. I 1482 støttede han Alexander, hertug af Albany, der forsøgte at tage den skotske trone fra Jakob 3.. Det lykkedes Gloucester at indtage Edinburgh og fange Jakob 3., men Albany trak sig, og Gloucester trak sig tilbage. Som krigsbytte beholdt England Berwick-upon-Tweed. 
Kongen blev syg i påsken 1483. Han fik lavet nogle tilføjelser i sit testamente, hvori han blandt andet udnævnte sin bror, hertugen af Gloucester til Lord Protector efter sin død. Han døde 9. april 1483 og blev gravlagt i St George's Chapel på Windsor Castle. Han blev fulgt af sin tolv år gamle søn, Edvard 5.. Gennem Titulus Regius blev sønnen snart fjernet, og Gloucester blev kronet som Richard 3. af England. Edvard 4.'s datter, Elizabeth af York, blev senere gift med Henry Tudor og dermed dronning af England, og således blev husene York og Lancaster forenet i Huset Tudor.

## Efterkommere
Edvard fik ti børn med Elizabeth Woodville, hvoraf syv overlevede ham:
- Elizabeth af York (1466-1503), gift med Henrik 7.
- Maria af York (1467-1482)
- Cecilie af York (1469-1507), gift 1. gang med John Welles, 1. viscount Welles og 2. gang med Thomas Kymbe
- Edvard 5. (1470- formentlig 1483)
- Margrete af York (april-december 1472)
- Richard, hertug af York (1473- formentlig 1483)
- Anne af York (1475-1511), gift med Thomas Howard, 3. hertug af Norfolk
- Georg, hertug af Bedford (1477-1479)
- Katarina af York (1479-1527), gift med William Courtenay, 1. jarl af Devon
- Birgitte af York (1480-1517), blev nonne

Edvard havde flere elskerinder, hvoraf den mest kendte er Jane Shore. Han fik flere børn uden for ægteskab:
- Med Eleanor Talbot:
  - Edward de Wigmore (død 1478, antagelig som spæd)
- Med Elizabeth Lucy eller Elizabeth Waite:
  - Elizabeth Plantagenet (født ca. 1464), gift med Thomas Lumley
  - Arthur Plantagenet, 1. viscount Lisle (død 1542)
- Med ukendt mor (muligvis Lucy eller Waite):
  - Grace Plantagenet (var tilstede ved Elizabeth Woodvilles begravelse i 1492)
  - Mary Plantagenet, gift med Henry Harman af Ellam
  - Datter, angiveligt John Tuchet, 6. baron Audleyss første hustru

## Eksterne links
- Wikimedia Commons har flere filer relateret til Edvard 4. af England